# Nemzetközi Gyerekkönyvnap
A Nemzetközi Gyerekkönyvnap (angolul: International Children's Book Day) a Gyerekkönyvek Nemzetközi Tanácsa (IBBY) elnevezésű nonprofit szervezet által létrehozott és támogatott, évente ismétlődő nemzetközi akciónap. Hans Christian Andersen világhírű dán meseíró születésnapján (és egyben Csukás István ifjúsági író születésnapján), 1967 óta minden év április 2-án rendezik meg. Célja, hogy ébrentartsa az olvasás szeretetét, népszerűsítse a gyermek- és ifjúsági irodalmat.
Évente az IBBY más-más nemzeti tagszervezetének (szekciójának) van lehetősége, hogy az adott év rendezvényeinek közös témáját megadja: felkért szerzője írjon üzenetet a világ gyerekeinek, és illusztrátora az alkalomhoz plakátot tervezzen. Az üzenetet és a plakátot az IBBY-től minden tagszervezet megkaphatja, hogy felhasználja a gyerekirodalom, a Gyerekkönyvnap és saját rendezvényei népszerűsítésére. A nap jó alkalom a gyerekkönyv-kiadók bemutatkozására, új könyvek bemutatására, könyvdíjak eredményhirdetésére, találkozásra a gyerek- és ifjúsági irodalom szerzőivel és hasonló rendezvények szervezésére. 
Az akciónapoknak az IBBY szekciójaként az ún. Gyermekkönyvek Nemzetközi Tanácsának Magyarországi Egyesülete is résztvevője volt 2012-ig. Három évvel később a 2015-ben megalakult Magyar Gyerekkönyv Fórum (HUBBY) lett az IBBY magyar szekciója, és a Nemzetközi Gyerekkönyvnap eseményeihez is ez a civilszervezet csatlakozott.